# Ann Arbor
Ann Arbor é uma cidade localizada no estado americano de Michigan, no Condado de Washtenaw. A sua área é de 27,7 km² (dos quais 0,7 km² estão cobertos por água), sua população é de 114 024 habitantes sendo que 36.892(32%) são estudantes da universidade ou da faculdade, e sua densidade populacional é de 4 hab/km² (segundo o censo americano de 2000). A cidade foi fundada em janeiro de 1824, e incorporada em 1851. É a sede de condado de Washtenaw. De acordo com o censo de 2020, a população passou a 123.851 habitantes.
Ann Arbor é casa da Universidade de Michigan, que se mudou de Detroit para Ann Arbor em 1837. A Universidade de Michigan é um dos mais importantes centros de pesquisa universitários dos Estados Unidos. A universidade também define bastante a economia de Ann Arbor já que emprega cerca de 30.000 pessoas, incluindo 12.000 no centro médico. Sua economia também é envolta a tecnologia, com diversas empresas puxadas pelo investimento das áreas de pesquisa e desenvolvimento da universidade e por seus alunos.